# 1023 (szám)
Az 1023 (római számmal: MXXIII) egy természetes szám.

## A szám a matematikában
A tízes számrendszerbeli 1023-as a kettes számrendszerben 1111111111, a nyolcas számrendszerben 1777, a tizenhatos számrendszerben 3FF alakban írható fel.
Az 1023 páratlan szám, összetett szám, szfenikus szám. Kanonikus alakja 31 · 111 · 311, normálalakban az 1,023 · 103 szorzattal írható fel. Nyolc osztója van a természetes számok halmazán, ezek növekvő sorrendben: 1, 3, 11, 31, 33, 93, 341 és 1023.
Húsz szám valódiosztó-összegeként áll elő, melyek közül a legkisebb az 1024.

## Csillagászat
- 1023 Thomana kisbolygó